# ボジュー＝サン＝ヴァリエ＝ピエールジュ＝エ＝キトゥール
ボジュー＝サン＝ヴァリエ＝ピエールジュ＝エ＝キトゥール （Beaujeu-Saint-Vallier-Pierrejux-et-Quitteur）は、フランス、ブルゴーニュ＝フランシュ＝コンテ地域圏、オート＝ソーヌ県のコミューン。
名称が合計43文字と、国内で3番目に長い。

## 歴史
ボジューの町は1807年にピエールジュと、1808年にサン＝ヴァリエと、1972年にキトゥールと合併した。

## 人口統計
| 1962年 | 1968年 | 1975年 | 1982年 | 1990年 | 1999年 | 2006年 | 2015年 |
| ------ | ------ | ------ | ------ | ------ | ------ | ------ | ------ |
| 513    | 475    | 576    | 688    | 732    | 739    | 957    | 927    |

参照元:1962年から1999年までは複数コミューンに住所登録をする者の重複分を除いたもの。それ以降は当該コミューンの人口統計によるもの。1999年までEHESS/Cassini、2006年以降INSEE。

## 史跡
- サン・レミ教会 - 歴史的記念物[4]
- 洗濯場 - 1830年建設。歴史的記念物[5]
- ボジュー城 - 12世紀ロマネスク様式のダンジョンが残る[6]。

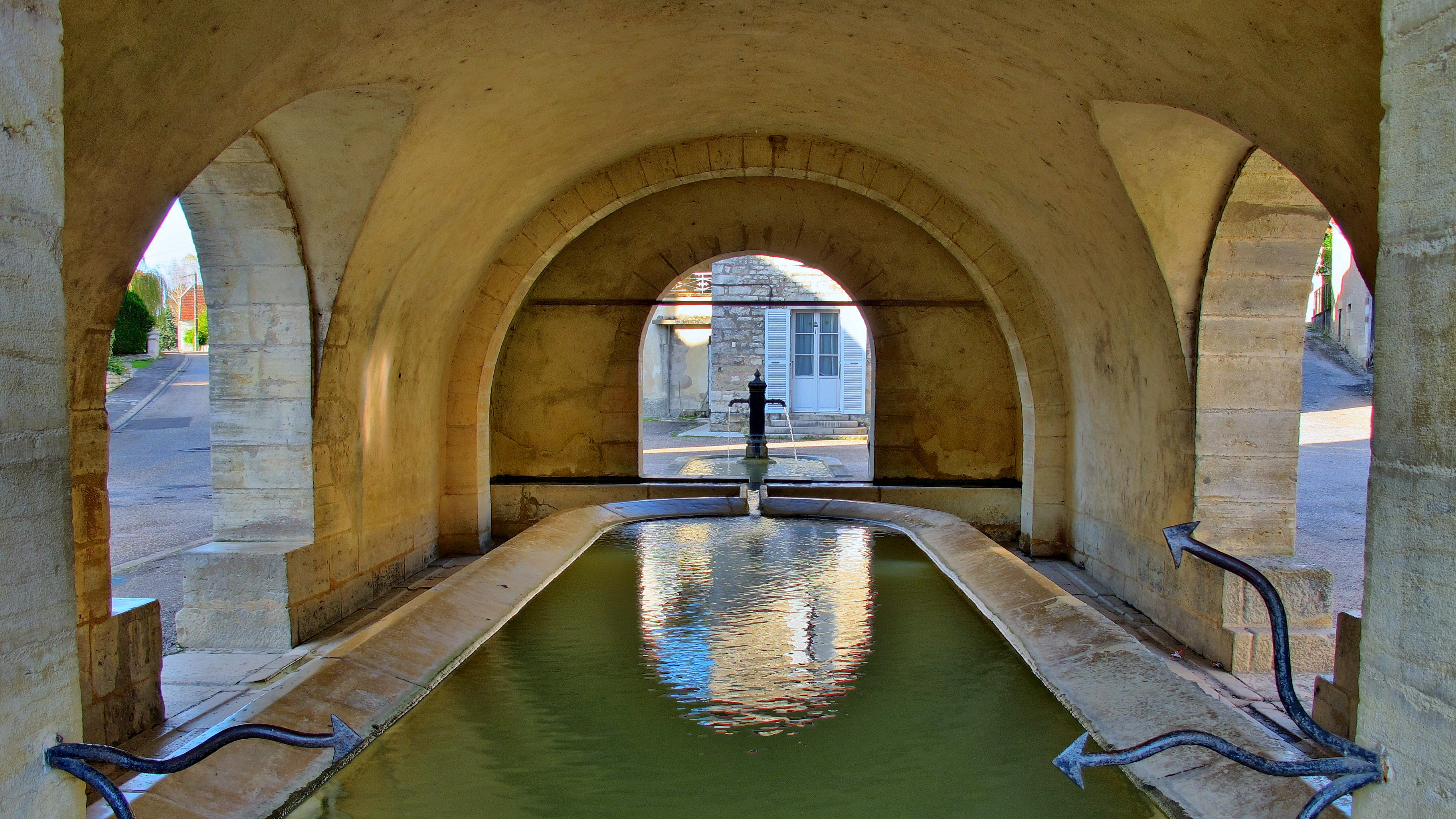
洗濯場
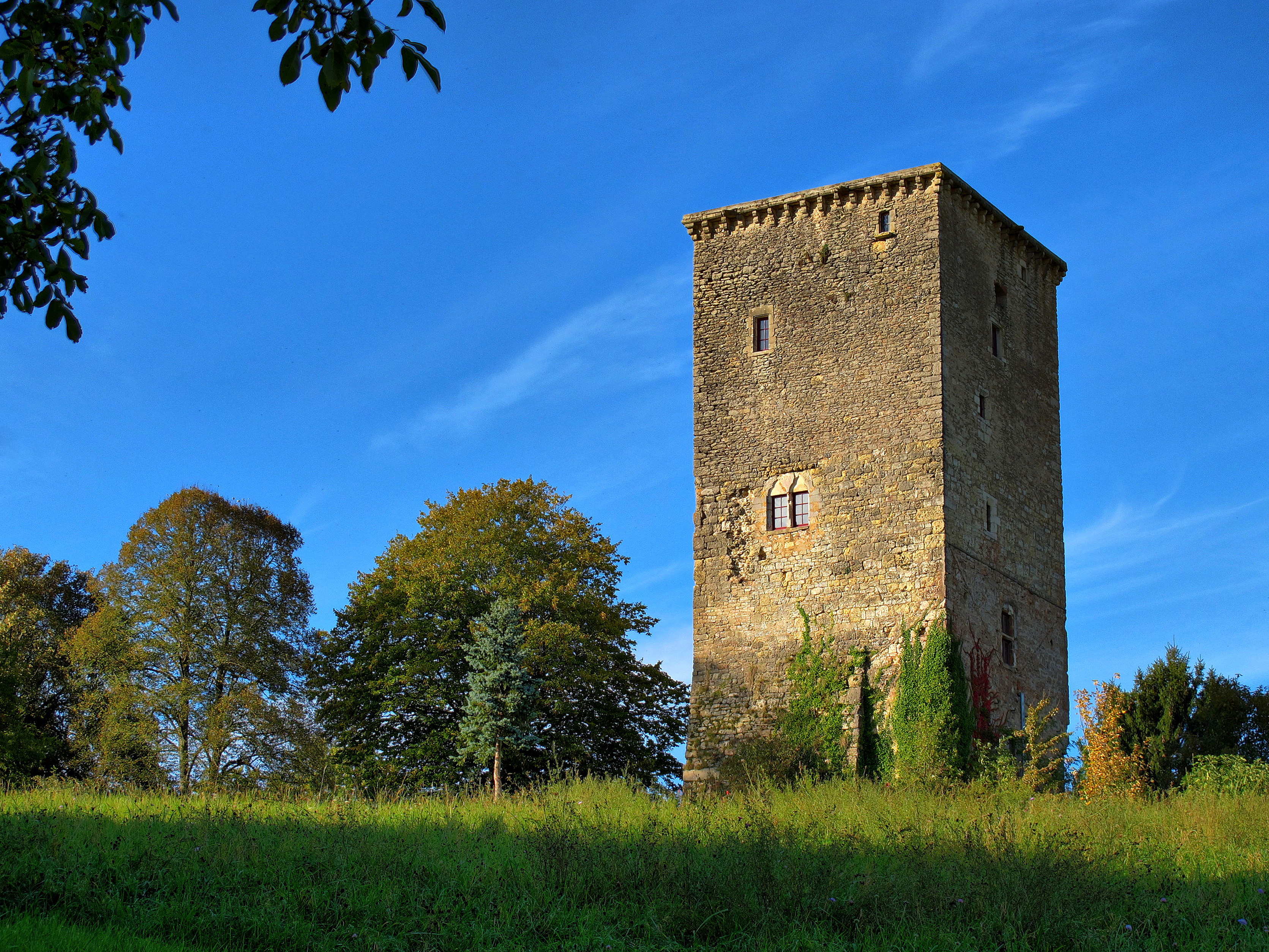
ボジュー城

## 参照
1. 1 2  http://cassini.ehess.fr/cassini/fr/html/fiche.php?select_resultat=3173
2. ↑  https://www.insee.fr/fr/statistiques/3293086?geo=COM-70058
3. ↑  http://www.insee.fr
4. ↑  http://www.culture.gouv.fr/public/mistral/merimee_fr?ACTION=CHERCHER&FIELD_1=REF&VALUE_1=PA00102117
5. ↑  http://www.culture.gouv.fr/public/mistral/merimee_fr?ACTION=CHERCHER&FIELD_1=REF&VALUE_1=PA00102118
6. ↑  http://www.culture.gouv.fr/public/mistral/merimee_fr?ACTION=CHERCHER&FIELD_1=REF&VALUE_1=PA00102116